# Ходска Лхота
Ходска Лхота (чеш. Chodská Lhota) је насељено мјесто са административним статусом сеоске општине (чеш. obec) у округу Домажлице, у Плзењском крају, Чешка Република.

## Становништво
Према подацима о броју становника из 2014. године насеље је имало 423 становника.